# 范瓊
參數所指定的目標頁面不存在，建議更正成存在頁面或直接建立下列一個頁面（建立前請先搜尋是否有合適的存在頁面可以取代）：
- 范琼 (唐朝)

參數所指定的目標頁面不存在，建議更正成存在頁面或直接建立下列一個頁面（建立前請先搜尋是否有合適的存在頁面可以取代）：
- 范琼 (宋朝)

范瓊（越南语：／；1892年12月17日—1945年9月6日），字尚之（越南语：／），號華堂（越南语：／），越南阮朝末期文學家、民俗家、翻譯家和官員。

## 生平

### 早期经历
范瓊出生在河內市，祖籍海陽省平江府能安县玉局总良玉社（今属海阳省平江县叔沆社）。他曾就讀於河內的保護中學（今朱文安中學），維新二年（1908年），從通言場（翻譯學校）畢業，在河內遠東博古學院擔任翻譯。

### 受命创办《南风》

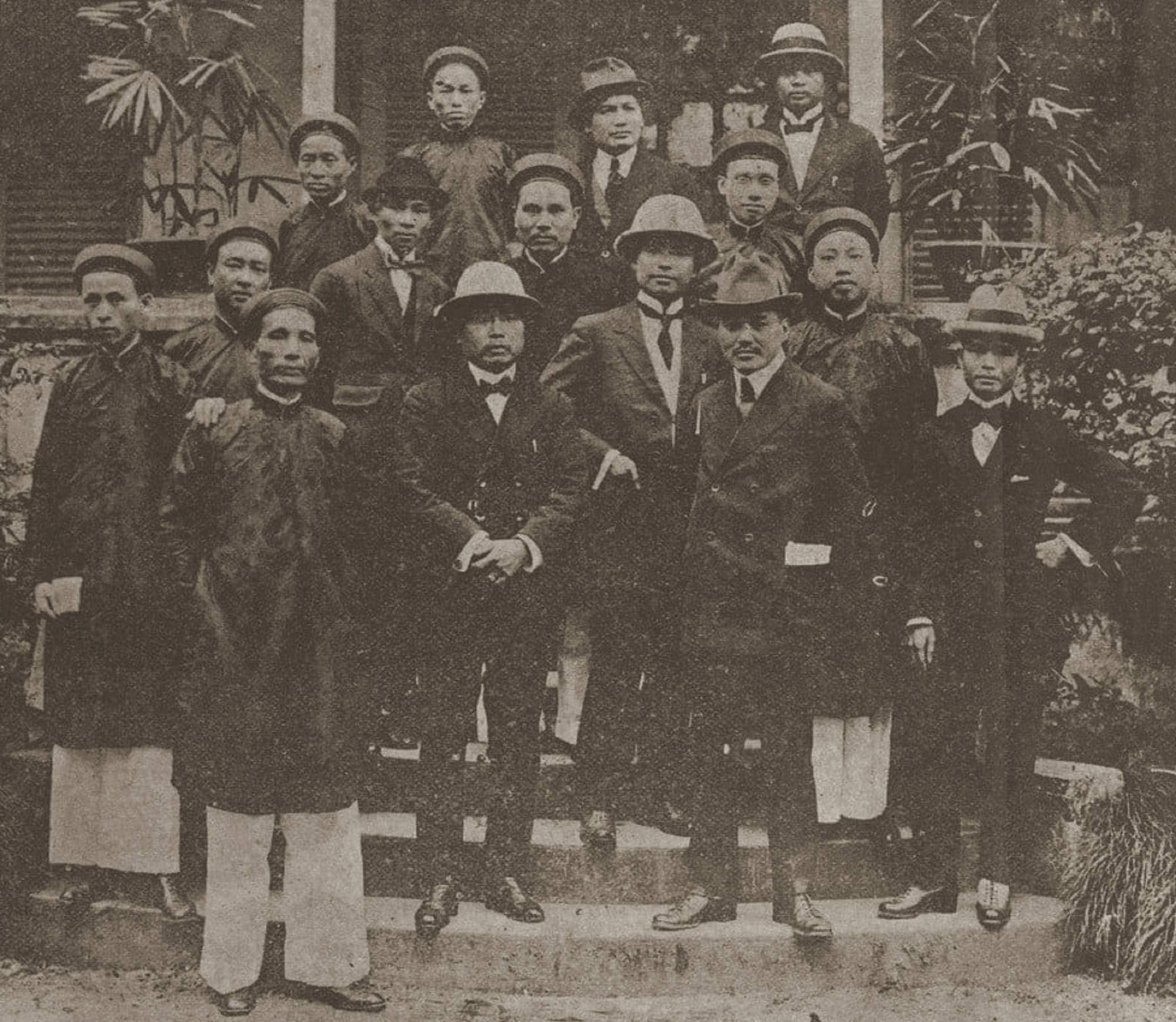
攝於1920年

啟定元年（1916年），范瓊便寫了一些有影響力的文章。启定二年（1917年），范琼因才華出众又受到上司賞識，受殖民政府政法厅官员马迪（Louis Marty）委託，創辦並擔任《南風雜誌》越文版和法文版的主筆。
啟定七年（1922年），啟定帝出訪法國，范瓊受命跟隨出訪。
啟定九年（1924年）至保大八年（1932年）間，他還擔任河內大學的教授。

### 前往顺化任职

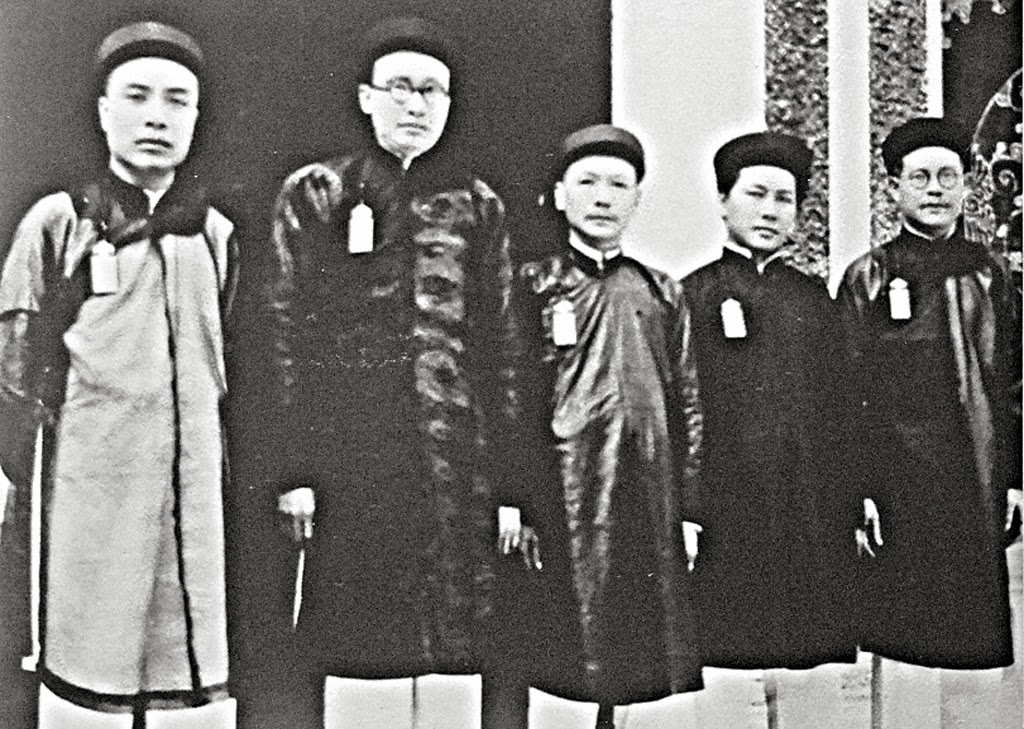
時任國民教育部尚書的范瓊（左二）

保大七年九月二十五日（1932年10月24日），保大帝新設御前文房，並任命范瓊為御前文房總理大臣。11月上旬，范瓊離開南風雜誌社，前往順化任職，仍然兼領雜誌主筆。十月二十七日（11月24日），保大帝任命范瓊為教育部參知。
保大八年四月八日（1933年5月2日），保大帝改組內閣，令阮有排等人致事，任命范瓊為国民教育部尚書，充機密院大臣。保大十年正月十八日（1935年2月21日），升協佐大學士。
此後，范瓊兼任過國史館總裁，主持修纂《大南實錄》正編第六紀附編和正編第七紀。
保大十七年四月一日（1942年5月15日），吏部尚書蔡文瓚退休，范瓊改任吏部尚書，同時加太子少保銜。保大十九年（1944年），升授東閣大學士。

### 下野
保大二十年正月二十五日（1945年3月9日），日軍發動三九政變，推翻法屬殖民政府。二十七日（3月11日），在日軍授意下，保大帝宣佈獨立，成立越南帝國，范瓊草擬《獨立宣言》並在政府中繼續出任公職，但一週後因親法而被免職。同年8月，越盟發動八月革命，保大帝退位。范瓊因為保皇親法被越盟逮捕，關入監獄。隨後與吳廷魁、吳廷勳（吳廷魁之子）一起被越盟處決。其屍體於1956年在順化被發現，並被安葬。

## 評價
政治上，范瓊主張「非武力抗爭」、「君主立憲」。由於范瓊終身與法國殖民者過從甚密，且在末代朝廷當官，他受後代的評價可說是兩極化。文學與政治是後代學者對范瓊評價的二個主要領域。在文學方面基本上多數是正面的評價，政治上則毀譽參半。譬如《歷史人物辭典-新編》以「親法國殖民政權因而仕途扶搖直上」來形容范瓊。就推廣越文的策略上，范瓊與台灣的蔡培火具有類似的策略。儘管范瓊的一生具有爭議性，但他對於越南國語字的推廣及試圖建立越南語的越南文學，卻是深受越南人民肯定。

## 家庭
范瓊共有5子8女。